# Aderus populneus
Aderus populneus là một loài bọ cánh cứng trong họ Aderidae. Loài này được Creutzer in Panzer miêu tả khoa học năm 1796.